# Фрідріхштадт (Німеччина)
Фрідріхштадт (нім. Friedrichstadt) — невеличке місто в Німеччині, розташоване в землі Шлезвіг-Гольштейн. Входить до складу району Північна Фризія.
Площа — 4,03 км2. Населення становить 2666 ос. (станом на 31 грудня 2020).